# Chaetorellia loricata
Chaetorellia loricata är en tvåvingeart som först beskrevs av Camillo Rondani 1870.  Chaetorellia loricata ingår i släktet Chaetorellia och familjen borrflugor. Inga underarter finns listade i Catalogue of Life.